# 内蒙古
内蒙古（ないもうこ、うちもうこ、満洲語：ᡩᠣᠷᡤᡞ
ᠮᠣᠩᡤᠤ 転写：dorgi monggo、モンゴル語：ᠳᠣᠲᠣᠭᠠᠳᠤ
ᠮᠣᠩᠭᠣᠯ 転写：dotood mongol、中国語: 内蒙古 拼音: nèiménggŭ ネイモンクー）は、清朝に服属する「外藩蒙古」に属する諸部族・諸侯を南北に大別したうち、南方に位置する諸部族・諸侯。清朝時代、内蒙古は「内扎薩克」（拼音: nèizhāsàkè ネイジャサク）とも呼ばれた。
19世紀後半、伝祁韻士著『皇朝藩部要略』（1839–1845編、1884刊）や張穆『蒙古遊牧記』 (1859) などの文献で初めて出現した概念だが、法制上使用された呼称ではなく、清朝の最末期の1908年に編纂された『理藩部則例』では、上記2書のいう「内蒙古」や「外蒙古」に対して「内扎薩克」、「外扎薩克」という呼称が使用されている。
モンゴル語ではウブル・モンゴル（モンゴル語: Өвөр Монгол 転写：Öbür mongɣul）。中華人民共和国の「内蒙古自治区」も、モンゴル語の公式呼称は「ウブル・モンゴル」である。モンゴルのうち「ゴビ砂漠の南部」を指す。日本語の訳語としては「南モンゴル」や「漠南モンゴル」等がある。

## 清末の漢籍に登場する「内蒙古」

### 清朝のモンゴル支配
清朝支配下のモンゴル人は、八旗蒙古、内属蒙古、外藩蒙古の三種類に区分された。
「八旗蒙古」は、古くからアイシンギョロ王家に臣従し、満洲人とほぼ同等の待遇をうけ、官僚として王朝につかえた人々。
「内属蒙古」は、モンゴル草原の一角に固有の部族組織を維持しつつ、皇帝の直属下におかれた部族で、チンギス・ハン一族の旧宗家の領民だったチャハル部と、準宗家のアルタン・ハン一族の旧領民の帰化城トメト部からなる。
「外藩蒙古」は、モンゴル草原の一角に固有の部族組織をもち、ボルジギン氏・非ボルジギン氏の子孫のモンゴル人貴族の統治をうける諸部族である。

### 内蒙古
伝祁韻士著『皇朝藩部要略』（1839-45編、1884刊）は、祁韻士が編纂した『欽定外藩蒙古回部王公表伝』 (1779) にもとづいて別人によって編纂された書物で、もっとも早く漠北の「外蒙古」、漠南の「内蒙古」の概念を提示したことが確認されている文献である。張穆は『皇朝藩部要略』の校正者で、彼の執筆した『蒙古遊牧記』は、「外蒙古」を4部86旗、「内蒙古」を6盟49旗、いずれにも属さないオイラト系の諸旗などに分類した。
『蒙古遊牧記』が示す「内蒙古」6盟は以下のとおり。
- ジェリム盟
- ジョソト盟
- ジョーオダ盟
- シリンゴル盟
- ウランチャブ盟
- イフ・ジョー盟

清末の光緒三十四年 (1908) に公刊された清朝法典の『理藩部則例』では「巻一 旗分」において外藩蒙古の諸旗が分類、整理、提示されているが、分類にあたって「内蒙古」や「外蒙古」の用語はもちいられておらず、『皇朝藩部要略』、『蒙古游牧記』のいう「内蒙古」の六盟四十九旗に対しては「内扎薩克六盟四十九旗」、「外蒙古」4部に対しては「外扎薩克四部落」と称している。
『蒙古游牧記』にいう「内蒙古」、『理藩部則例』にいう「内扎薩克六盟四十九旗」は、1947年に設置された内蒙古自治区よりも領域がせまく、フルンボイルのソロン八旗やオイラト系のアラシャン・オーロト部、エジネ・トルグート部、「内属蒙古」のチャハルなどは含まれていない。